# Time to Change
『Time to Change』（タイム トゥー チェンジ）は日本の女性アイドルグループ・paletの楽曲。楽曲のプロデュースは、伊秩弘将が担当している。2015年6月17日にpaletの5枚目のシングルとして日本コロムビアから発売された。

## 背景とリリース
前作『SNOW DISTANCE』から約半年でのリリースで、2015年最初のシングル。Type-AとType-Bの計2形態でのリリース。
CDの封入特典として、初回プレス分のみトレーディングカード1種（全18種）が封入されており、内1種はレアカードとして「SPECIAL MEMORIAL CARD」が封入されている。さらなる特典として、素敵な賞品が当たる応募抽選券が封入されている。
2015年6月21日に卒業した君島光輝がグループ在籍中最後に収録したシングルとなった。なお、同日付で卒業した木元みずきは体調不良のため参加していない。

## シングル収録トラック
全Type共通。DVDはType-Aのみ付属。
| #         | タイトル                                  | 作詞      | 作曲      | 編曲      | 時間  |
| --------- | ----------------------------------------- | --------- | --------- | --------- | ----- |
| 1.        | 「Time to Change」                        | 伊秩弘将  | 伊秩弘将  | 佐久間誠  | 5:07  |
| 2.        | 「いつだってI LOVE YOU!!」                | 柚木美祐  | YUMA      | 佐久間誠  | 4:23  |
| 3.        | 「Time to Change (Instrumental)」         |           | 伊秩弘将  | 佐久間誠  | 5:07  |
| 4.        | 「いつだってI LOVE YOU!! (Instrumental)」 |           | YUMA      | 佐久間誠  | 4:19  |
| 合計時間: | 合計時間:                                 | 合計時間: | 合計時間: | 合計時間: | 18:57 |

| #  | タイトル                                   | 作詞 | 作曲・編曲 |
| -- | ------------------------------------------ | ---- | ---------- |
| 1. | 「Time to Change (Music Video)」           |      |            |
| 2. | 「Time to Change (Making of Music Video)」 |      |            |